# Жемљаре
Жемљаре (слч. Žemliare) насељено је мјесто са административним статусом сеоске општине (слч. obec) у округу Љевице, у Њитранском крају, Словачка Република.

## Становништво
| Година:    | 1994. | 2004.    | 2014.   | 2024.   |
| ---------- | ----- | -------- | ------- | ------- |
| Број људи: | 180   | 157      | 161     | 153     |
| Разлика:   |       | -12,77 % | +2,54 % | -4,96 % |

| Година:    | 2023. | 2024.   |
| ---------- | ----- | ------- |
| Број људи: | 152   | 153     |
| Разлика:   |       | +0,65 % |

Према подацима о броју становника из 2011. године насеље је имало 164 становника.